# Sideroxylon durifolium
Sideroxylon durifolium là một loài thực vật thuộc họ Sapotaceae. Đây là loài đặc hữu của Belize.